# Ceres (tiểu vùng)
Ceres là một tiểu vùng thuộc bang Goiás, Brasil. Tiều vùng này có diện tích 13163 km², dân số năm 2007 là 212195 người.